# دوجینش ارزان‌تر است (فیلم ۱۹۵۰)
دوجینش ارزان‌تر است (انگلیسی: Cheaper by the Dozen) فیلمی در ژانر کمدی-درام به کارگردانی والتر لنگ است که در سال ۱۹۵۰ منتشر شد. این فیلم در مجموع بازخوردهای مثبتی از منتقدان دریافت کرد.

## بازیگران
- کلیفتون وب
- میرنا لوی
- جین کرین
- ادگار بیوکانان
- باربارا بیتس
- میلدرد ناتویک
- سارا آلگود
- کریگ هیل
- جف ریچاردز
- جیمی هانت
- ماری فیلد
- تینا تامپسون
- والتر بالدوین
- بتی لین
- فرانک آرث
- آیولین واردن
- سید سیلور
- جین لی
- ویرجینیا بریساک